# حمام حاجی محمد رحیم
حمام حاجی محمد رحیم در قزوین، خیابان مولوی، بازارچه حاج محمد رحیم واقع شده و این اثر در تاریخ ۱۱ آبان ۱۳۵۴ با شمارهٔ ثبت ۱۱۱۹ به‌عنوان یکی از آثار ملی ایران به ثبت رسیده است.